# Penrod and Sam (film 1931)
Penrod and Sam è un film del 1931 diretto da William Beaudine.
La sceneggiatura firmata da Waldemar Young è basata sul romanzo Penrod and Sam (1916) di Booth Tarkington. È uno dei numerosi film dedicati tra il 1922 e il 1938 al personaggio di "Penrod Schofield", il primo sonoro. William Beaudine aveva già diretto nel 1923 un Penrod and Sam, versione muta dello stesso soggetto.
Al fianco di Leon Janney ("Penrod") e Frank Coghlan Jr. ("Sam") ci sono altri noti attori bambini del periodo: Michael Stuart ("Rodney"), Billy Lord ("Georgie"), Margaret Marquis ("Marjorie") e Albert Schaefer ("Piggy"). Il cast è multietnico, includendo tra i piccoli protagonisti due personaggi afro-americani, Jimmy Robinson ("Herman") e Robert Dandridge ("Verman"), e un ebreo, Sidney Miller ("Maurice Levy").

## Produzione
Il film fu prodotto dalla First National Pictures.

## Distribuzione
Distribuito dalla Warner Bros., il film uscì nelle sale cinematografiche statunitensi il 3 ottobre 1931 e quindi internazionalmente. Presentato per la prima volta in televisione nel 1956, è oggi disponibile in DVD (Warner Home Video, 2013).